# Comunicazioni nell'Impero neo-assiro

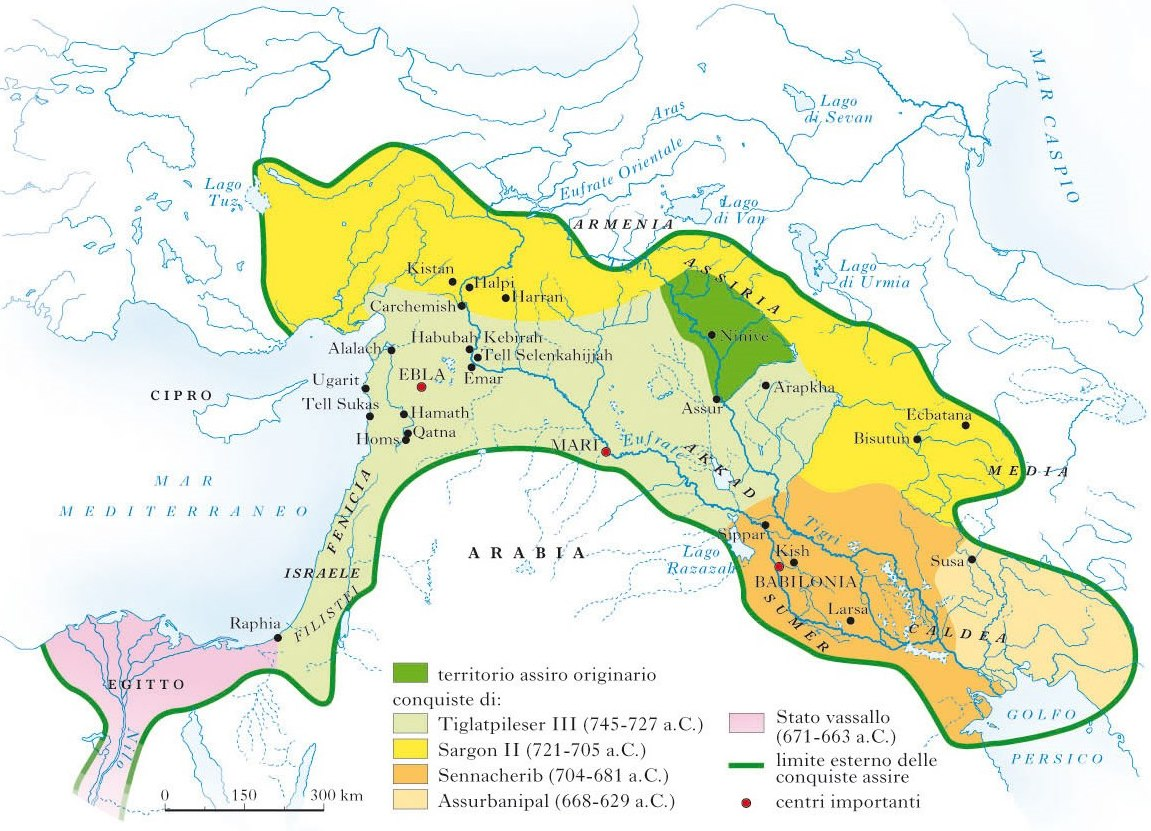
Mappa dell'Impero neo-assiro all'apice della sua potenza (fine del regno di Assurbanipal)
Con la crescita dell'impero, l'efficiente sistema di comunicazione statale creato dagli Assiri semplificò le comunicazioni tra la corte imperiale e i governatori nelle province.

Le comunicazioni statali nell'impero neo-assiro consentivano al re assiro e ai suoi funzionari di inviare e ricevere messaggi in tutto l'impero in modo rapido e affidabile. I messaggi erano inviati utilizzando un sistema di "ritrasmissione" (accadico: kalliu) che fu rivoluzionario per l'inizio del I millennio a.C. I messaggi venivano portati da cavalieri militari che viaggiavano sui muli. A intervalli i cavalieri si fermavano in stazioni appositamente costruite e i messaggi venivano passati ad altri cavalieri con cavalcature fresche. Le stazioni erano state posizionate a intervalli regolari lungo la rete stradale imperiale. Poiché i messaggi potevano essere trasmessi senza indugio o in attesa che i cavalieri si riposassero, il sistema forniva una velocità di comunicazione senza precedenti, che non fu superata in Medioriente fino all'introduzione del telegrafo.
L'efficienza del sistema contribuì al dominio dell'Impero neo-assiro in Medioriente e al mantenimento della coesione in quello che allora era l'impero più vasto mai visto al mondo. Queste innovazioni assire furono adottate dagli imperi successivi, primo tra tutti l'Impero achemenide che ereditò e ampliò la rete di comunicazione assira costruendo la c.d. "Via Reale di Persia".

## Storia

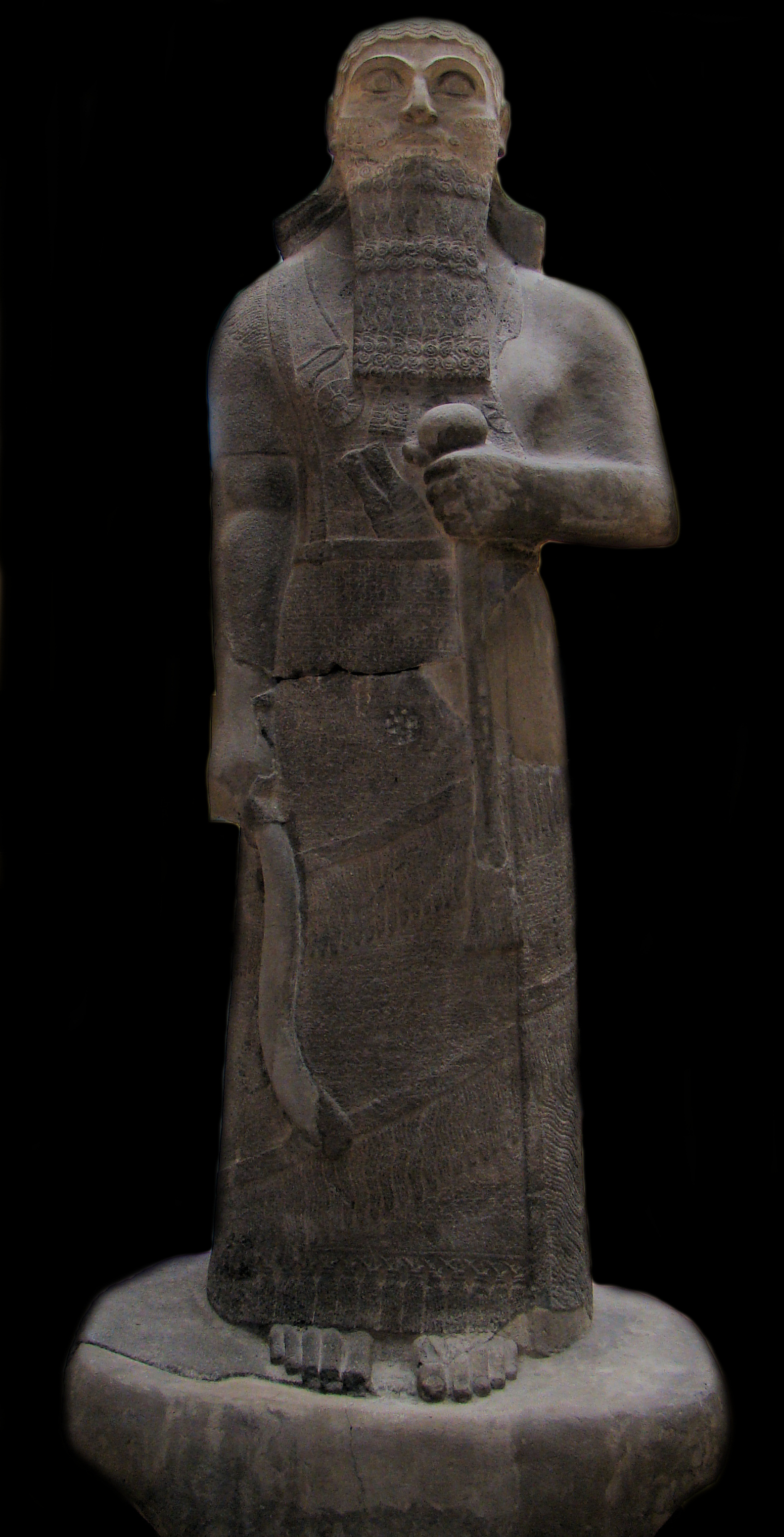
Statua di Salmanassar III.
Il sistema di comunicazione imperiale assiro fu probabilmente introdotto durante il regno di Salmanassar III (858-824 a.C.)

L'impero neo-assiro fu un impero mesopotamico dell'Età del ferro, esistito dal 911 al 609 a.C. Il regno di Adad-nirari II (911-891 a.C.) ne è considerato l'inizio. Questo sovrano e i suoi successori, fino alla fine del VII secolo a.C., espansero l'impero fino a dominare la maggior parte del Medioriente moderno, dall'Egitto a ovest al Golfo Persico a est. Con la crescita dell'impero, gli Assiri introdussero varie innovazioni amministrative e infrastrutturali che divennero modelli per imperi successivi, inclusi gli imperi romano e persiano.
Il sistema di comunicazione statale fu sviluppato per risolvere le sfide del governo di un grande impero. Prima di allora, le strade in Mesopotamia erano poco più che sentieri battuti utilizzati dalla gente del posto e che nel tempo potevano scomparire. La costruzione di strade e l'aumento dei trasporti fece sì che le merci viaggiassero attraverso l'impero con maggiore facilità, generando prosperità e benessere oltre a servire lo sforzo bellico assiro. La nuova rete viaria ebbe probabilmente origine durante il regno di Salmanassar III (858-824 a.C.), quando l'Assiria era già la più grande potenza del Vicino Oriente antico. Per governare e mantenere la coesione all'interno dell'impero, il re, i suoi funzionari di corte e i suoi governatori nelle province avevano bisogno di un sistema veloce e affidabile di comunicazione.

## Componenti

### Muli

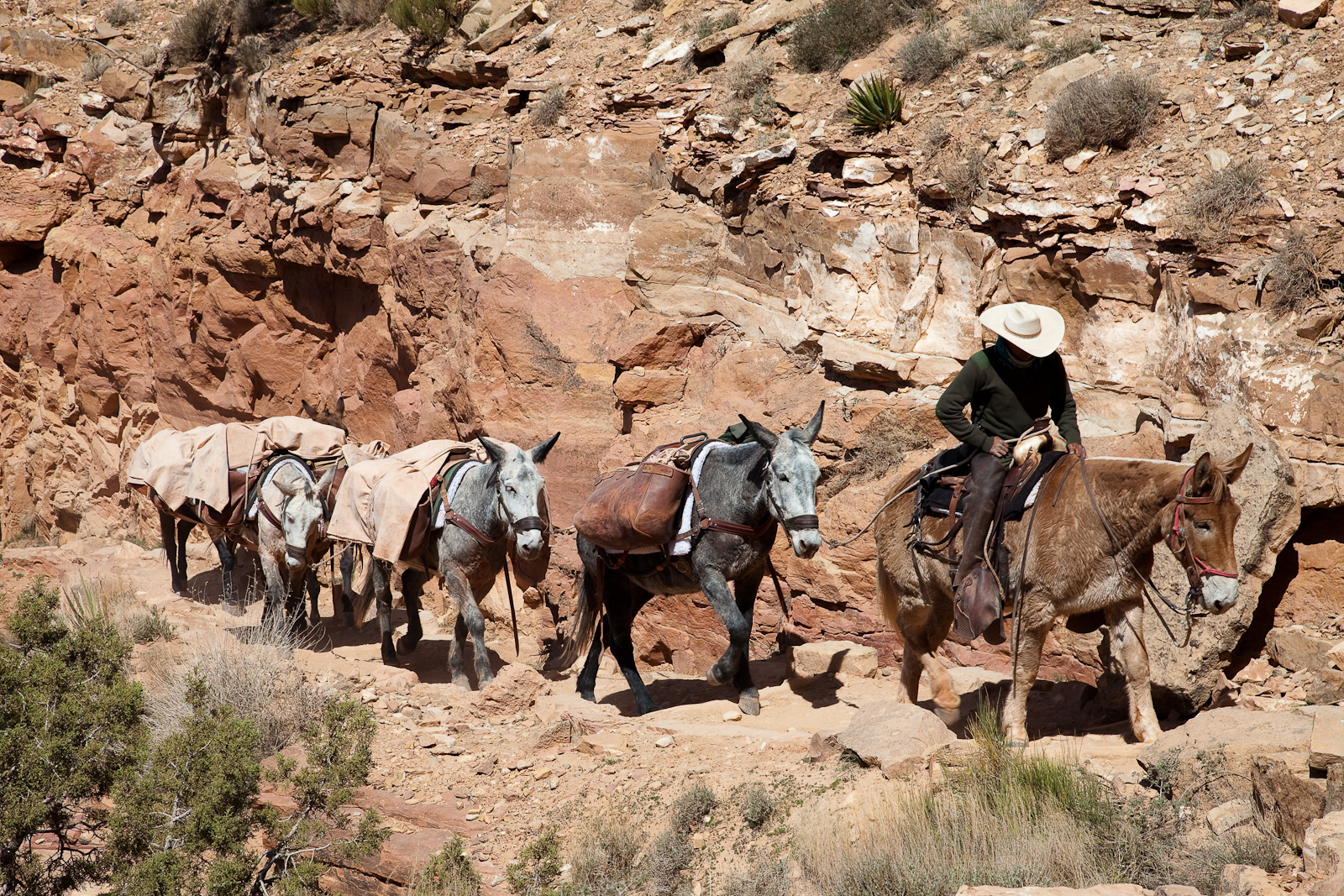
Un treno di muli nel Grand Canyon degli USA.
Gli Assiri furono i primi a usare i muli per i viaggi a lunga distanza su terreni difficili, una pratica che continua ancora oggi.

I messaggeri di stato a lunga distanza erano montati esclusivamente su muli. L'Assiria è stata la prima civiltà a utilizzare i muli per questo scopo. I muli sono ibridi di un padre asino e una madre cavallo, combinando la forza di un cavallo e la robustezza di un asino. La loro infertilità e la necessità di un addestramento approfondito ne fanno animali da soma costosi ma la loro forza, robustezza e rusticità (dovute all'eterosi) li rendevano ideali per i viaggi a lunga distanza nelle condizioni e nei climi dell'Impero neo-assiro. I muli erano anche abili a superare i torrenti, un ostacolo comune in tutta la Mesopotamia. I cavalieri nel sistema di comunicazione assiro viaggiavano tipicamente con due muli, in modo da non rimanere bloccati se uno s'azzoppava e alternare le cavalcature per mantenerle fresche.

### Staffetta di mulattieri
I messaggi ufficiali potevano essere inviati tramite lettera portata da una serie di staffette o da un singolo corriere Il sistema di "ritrasmissione" (accadico kalliu) era un'innovazione assira e consentiva maggior velocità di comunicazione. Piuttosto che affidarsi a un unico corriere per percorrere l'intera distanza, nel sistema di staffetta ogni singolo messaggero copriva solo un segmento del percorso. Il segmento terminava in una stazione, dove il mulattiere passava la lettera a un nuovo mulattiere con un nuovo paio di muli. Poiché animali e uomini venivano cambiati ad ogni fermata, senza aspettare che i precedenti si riposassero, i messaggi venivano consegnati molto più velocemente. I mulattieri e i loro muli erano forniti dall'esercito assiro.
Nonostante la velocità del sistema di ritrasmissione, i corrieri venivano utilizzati quando la velocità di comunicazione non era importante ed erano preferiti per messaggi molto sensibili o per quelli che richiedevano risposte immediate. A volte entrambi i metodi venivano usati contemporaneamente, come nel caso di una lettera superstite dell'allora principe ereditario Sennacherib a suo padre Sargon II.

### Rete stradale
L'Impero neo-assiro costruì un sistema stradale che collegava tutte le parti dell'impero. Queste strade, chiamate hūl šarri (o harran šarri in dialetto babilonese, lett. "la strada del re"), potrebbero derivare dalle strade usate per la campagna militari (in linea per esempio con quanto occorse per le strade dell'Impero romano). La rete viaria assira fu costantemente ampliata: la più grande espansione avvenne tra i regni di Salmanassar III (858-824 a.C.) e Tiglatpileser III (745-727 a.C.) Vennero tagliate aspre montagne per diminuire i tempi di percorrenza e gli ingegneri costruirono strade lastricate in pietra che portavano alle grandi città di Assur e Ninive (anche per impressionare gli stranieri con la ricchezza dell'Assiria). Sin dal II millennio a.C. esistevano ponti di legno attraverso l'Eufrate ma nel I millennio a.C., Ninive e Assur furono dotate di ponti di pietra.
Il fitto tessuto stradale assiro venne poi ripreso dall'Impero achemenide che lo congiunse, in Iran, alla Via della Seta costruendo quella che divenne nota come "Via Reale di Persia".

### Stazioni

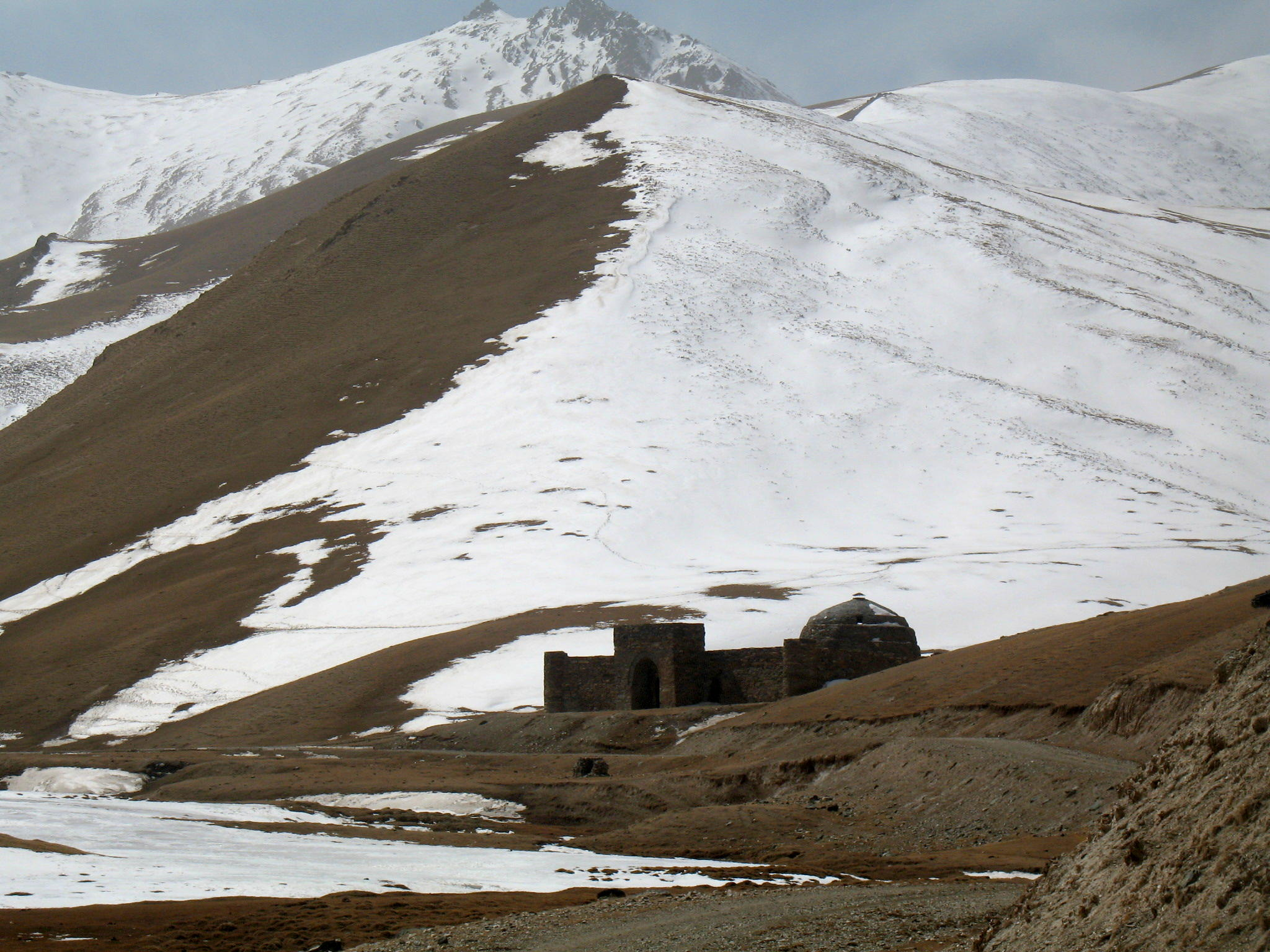
Caravanserraglio di Tash Rabat (Kirghizistan).
Come il caravanserraglio nel mondo musulmano, le stazioni di posta assire erano strutture appositamente costruite che fornivano riparo e rifornimenti ai viaggiatori a lunga distanza. A differenza del caravanserraglio, le stazioni assire erano esclusivamente per uso imperiale e non privato.

Per far funzionare il sistema di comunicazione, i governatori provinciali mantenevano una serie di stazioni nelle loro province a intervalli regolari lungo la strada del re. In accadico erano chiamati bēt mardēti ("casa della tappa di un percorso"). In queste stazioni i cavalieri passavano le loro lettere ai nuovi cavalieri con muli freschi. Erano situati all'interno di insediamenti stabiliti, come quello di Nippur, o in località remote, dove costituivano insediamenti isolati. Le distanze tra le stazioni erano da 35 a 40 km. Le stazioni fornivano riparo e rifornimenti a breve termine per cavalieri, inviati e loro animali.
Queste stazioni erano paragonabili ai caravanserragli del mondo musulmano per i viaggiatori commerciali: strutture costruite appositamente per fornire riparo ai viaggiatori impegnati in spostamenti su lunga distanza. Tuttavia, a differenza dei caravanserragli, le stazioni stradali assire erano ad uso esclusivo dei messaggi di stato autorizzati e non erano aperte ai viaggiatori privati. Nessuna stazione stradale è purtroppo stata ad oggi identificata o rinvenuta e gli storici conoscono solo le loro descrizioni dai testi assiri.

### Autorizzazione e autenticazione
L'uso del sistema postale imperiale era limitato ai messaggi di un gruppo di alti funzionari statali: la studiosa Karen Radner ha stimato che fosse a disposizione di un gruppo di circa 150 funzionari chiamati i "Grandi" dell'Assiria. Tutti tenevano una copia del sigillo reale assiro che imprimevano sui messaggi per identificare la loro autorità. Il sigillo raffigurava il re assiro in combattimento con un leone rampante ed era riconosciuto in tutto l'impero. Solo le lettere che portano questo sigillo possono essere inviate utilizzando il sistema statale.

## Velocità
Radner ha stimato che un messaggio dalla provincia di confine occidentale di Quwê (vicino all'odierna Adana, in Turchia) alla madrepatria assira (700 km di percorso, comprendente l'attraversamento dell'Eufrate, del Tigri e di molti loro affluenti, questi ultimi privi dei ponti che si potevano trovare sul grande fiume) ci mettesse cinque giorni per arrivare. Questa velocità di comunicazione era senza precedenti e non fu superata in Medioriente fino all'introduzione del telegrafo sotto l'Impero ottomano nel 1865.

## Significato
Le rapide comunicazioni a lunga distanza tra la corte imperiale e le province erano importanti per la coesione dell'impero ed erano uno dei fattori che sostenevano il dominio dell'Impero neo-assiro in Medioriente. Mario Liverani afferma che l'Assiria era un "impero di comunicazioni" e Karen Radner ritiene che il sistema di comunicazione imperiale "potrebbe costituire il contributo più importante dell'Assiria all'arte di governo" e divenne "uno strumento standard nell'amministrazione degli imperi".
Il sistema introdotto dagli Assiri fu adottato dagli imperi successivi. La rete assira esistente fu notevolmente ampliata dall'impero persiano. Il sistema era anche la base del Pony Express del XIX secolo negli Stati Uniti d'America. L'uso di staffette anonime invece che di un corriere fidato che deve percorrere l'intera distanza fu una pratica introdotta dagli Assiri che costituì la base dei sistemi postali odierni.